# Hopels
Hopels ist ein Ortsteil der Gemeinde Friedeburg im Landkreis Wittmund in Ostfriesland. Der früher zur Gemeinde Marx gehörende Ort wurde mit diesem am 16. August 1972 in die neu entstandene Großgemeinde Friedeburg eingemeindet.
Hopels lag in früheren Jahrhunderten in der Abgeschiedenheit des Ostfriesisches Zentralhochmoors. In der Ödnis gründeten die Prämonstratenser 1290 das Kloster Hopels, das bis im Zuge der Reformation und Auflösung der Klosterlandschaft Ostfriesland durch Graf Enno II. an das Grafengeschlecht Cirksena kam. Die Gemarkung um Hopels wurde zur Staatsdomäne und ging nach dem Aussterben der Cirksena 1744 an Preußen über. Über die Jahrhunderte blieb die Gegend jedoch kaum genutztes Ödland.
Am 22. Juli 1765 unterzeichnete Friedrich der Große das Urbarmachungsedikt, das der Moorkolonisierung in Ostfriesland neuen Schub gab. Hopels gehörte zu den ersten neuen Moorkolonien nach Inkrafttreten des Edikts. Der Ort wurde ab 1766 besiedelt. Die ersten Siedler konnten auf die Reste der Klostersteine als Baumaterial zurückgreifen – sehr untypisch für Moorkolonien jener Tage, in denen die oft sehr armen Kolonisten in den meisten anderen Moorkolonien der Region in primitiven Plaggenhütten hausten.
Weite Teile der Hopelser Gemarkung sind später aufgeforstet worden und bilden nun den Karl-Georgs-Forst.
Aus Hopels stammt der NSDAP-Politiker Heinrich Bohnens (* 14. Januar 1891; † 15. November 1952 in Bielefeld).